# Ponte do Sol Posto
A Ponte do Sol Posto, originalmente denominada como Ponte do Sol-Pôsto, e também conhecida como Ponte sobre a Ribeira do Torgal, é uma infra-estrutura que transporta a Estrada Nacional 120 sobre a Ribeira do Torgal, no Município de Odemira, em Portugal.

## Descrição
A ponte faz parte da Estrada Nacional 120, e cruza a Ribeira do Torgal. Situa-se na fronteira entre a freguesia de São Luís e a união das freguesias de São Salvador e Santa Maria, ambas no concelho de Odemira. A estrutura está inserida nas zonas protegidas do Parque Natural do Sudoeste Alentejano e Costa Vicentina e do Sítio de Interesse Comunitário Costa Sudoeste, no âmbito do Plano Sectorial da Rede Natura 2000. A ponte é composta por um arco com um vão de 60 m, sobre o qual se encontra uma série de arcos de menores dimensões, formando um viaduto que sustenta o tabuleiro. Em cada extremo da ponte, nas margens, o tabuleiro é suportado por arcos com 5 m de vão. A ponte foi construída em betão armado, material que permitiu a utilização de formas mais inovadoras. Foi projectada pelo engenheiro António Ferrugento Gonçalves, que também foi responsável pela ponte do Foz do Dão, tendo ambas as estruturas alcançado o recorde nacional para o maior arco em betão armado.
Nas imediações da ponte encontra-se uma área de descanso na Estrada Nacional 120, junto à margem da Ribeira do Torgal, e que é composta por um chafariz e um parque de estacionamento. O chafariz é composto por uma estrutura de espaldar, com remate escalonado formando degraus, e a inscrição O.P. / J.A.E. / 1936.

## História
A ponte foi construída pela Junta Autónoma de Estradas na década de 1930, como parte da Estrada Nacional 20, um importante eixo de comunicações no Sul do país, que ligava Alcácer do Sal ao Algarve, por Odemira e Odeceixe, que veio colmatar a falta de estradas modernas naquela região do litoral Alentejano, e ao mesmo tempo melhorar as ligações entre Lisboa e o Algarve. A Ponte do Sol Posto foi uma das duas principais obras de arte nesta estrada, sendo a outra a Ponte sobre o Rio Odeceixe. Em 1 de Janeiro de 1935, o jornal Vida Alentejana publicou uma entrevista do presidente da Câmara Municipal de Odemira, César de Carvalho de Miranda, onde revelou que já estava em fase de execução a Estrada Nacional 20, prevendo-se que as duas grandes pontes estariam concluídas nos finais do Verão.
A construção desta estrada, em conjunto com outras obras rodoviárias e a dragagem do Rio Mira, foram realizadas pelo governo, tendo constituído um importante desenvolvimento nas infraestruturas de transporte no concelho de Odemira. A ponte foi concluída em 1936, ano em que também foi concluído o chafariz, que foi igualmente construído pela Junta Autónoma de Estradas.
Em Março de 2016, a empresa Infraestruturas de Portugal concluiu um programa de reabilitação da ponte, obra que foi feita em conjunto com o restauro da Ponte de Oeiras, no concelho de Almodôvar, tendo estas duas intervenções demorado cerca de meio ano e envolvido um montante total de cerca de 460 mil Euros.